# Gavran (poema)
Gavran je najpoznatija pjesma Edgara Allana Poea. Posrijedi je izrazito mračna pjesma s izgubljenom ljubavi kao glavnom temom. Izvorno izdanje doživjela je 29. siječnja 1845., pri čemu je u vrlo kratkom roku Poeu donijela svjetsku slavu.

## Interpretacija
Pjesma je arhetip Poevih melankoličnih pjesama čiji je središnji motiv neprežaljeni gubitak voljene osobe i nesmirljiva bol
nanesena nemilosrdnošću vremenskog tijeka stvarnosti. Ona pjeva o Ljepoti i o tuzi koju Ljepota neizbježno u senzibilnom
ljudskom biću pobuđuje. 
Za Poea, nema ljepše, poetičnije teme za pjesmu od „preuranjene smrti voljene djevojke". Logika njegova zaključivanja je sljedeća: Ljepota kao jedina legitimna provincija pjesništva u svom vrhunaravnom obliku neizbježno iz ljudske duše iznuđuje suze, odnosno u njoj pobuđuje Tugu, melankoliju. Nadalje, on postavlja sljedeće pitanje: „Od svih melankoličnih tema, koja je po univerzalnom shvaćanju čovječanstva najmelankoličnija?“ Jedan, i samo jedan odgovor pritom mu se nameće: Smrt. Potom ga kao pjesnika zanima kada je ova od svih tema najmelankoličnija, istovremeno i najpoetična? Tada kada se najbliže veže uz ideju Ljepote, glasi njegov odgovor. Iz ovog, i iz još nekoliko sporednih argumenata, pjesnik dedukcijom dolazi do zaključka da je najpoetičnija od svih pjesničkih tema smrt prelijepe žene i također, nalazi izvan svake sumnje, da su za njeno izgovaranje najprikladnije usne nesretnog i njene prisutnosti uskraćenog ljubavnika.
Pjesma započinje prisjećanjem pjesnika na jednu davnu, sjetnu prosinačku noć, kada je za stolom sjedivši, polupospan proučavao stare, neobične spise u nadi da će tako iz svog srca odagnati tugu za neprežaljenim gubitkom ljubavi svog života: djevom besprijekorne ljepote, kojoj anđeli nadjenuše ime Lenora, bezimenoj zauvijek u svijetu smrtnika. Upravo ovo nastojanje pripovjedača da zaboravi svoju preminulu ljubavnicu i njegova nemogućnost, točnije njegova sklonost samoranjavanju i perverzno naslađivanje u upornom odbijanju istog nastojanja, predstavlja samu srž i dinamiku cijele poeme.
Ono što obavija pjesmu mističnošću je dijelom scenografija: otuđenost doma u romantičarskoj nigdjezemlji, kontrast olujne noći i mirnoće koja vlada u prostoriji-boravištu učenjaka, te ponajviše pojava i neobično ponašanje ptice simbola – Gavrana. Isprva, pripovjedač je ispunjen strahom na prve zvuke muklih udaraca po vratima – možda zbog štiva koje je stajalo pred njim, i u kojem je tražio više od bijega od svojeg sjećanja na izgubljenu draganu? Da još uvijek sluti njen povratak jasno je naznačeno njegovim mračnom hodniku upućenim šapatom: „Lenora“.  Nije li to bio strah na divlju pomisao da bi se to upravo njezin duh mogao nalaziti pred njegovim vratima? Nadalje, pjesnik nam aludira na Hadsko porijeklo mračne ptice u stihu „Kako te na žalu zovu hadske noći otkud stiže?", a time i zlokobnih namjera same ptičurine. Da će on (gavran) zauzeti dominantnu ulogu, naslućeno je njegovim slijetanjem na mramorno poprsje boginje Palade izvan pjesnikova dohvata, čime je jasno istaknut kontrast crno-bijelo, odnosno slutnja da će svjetloću razuma (Palada=Atena) progutati crnoća noći. Da nije riječ o običnoj ptici, jasno govori veoma zgodan, ali posve slučajan, iako neobičan gavranov odgovor na glasno izrečene pjesnikove misli: "Svi me druzi ostaviše, otići će i on kao nade što me ostaviše". Tad će Gavran "Nikad više". 
Ta mističnost svoj vrhunac doživljava u zadnje dvije strofe pjesme, gdje se gavrana uspoređuje sa „zloduhom, što sniva, spava“ i istovremeno se razotkriva dotad skrivena, ali dijelom naslućivana alegoričnost pjesme u stihovima „Iz mog srca kljun svoj vadi, nek ti trag se ovdje zbriše!" „Reče Gavran: "Nikad više". Za primijetiti je da riječi „iz mog srca kljun svoj vadi“ predstavljaju prvu metaforu u cijeloj pjesmi i zajedno s odgovorom „Nikad više“ potiču čitatelja da preispita svoje dosadašnje poimanje pjesme i potraži dublji moralni sadržaj. Tek se u zadnjoj strofi naznačuje da je gavran zapravo simbol tugujućeg i nejenjavajućeg prisjećanja, kako svojim vlastitim riječima tumači Poe.

## Zanimljivosti
Po vlastitim riječima Edgara Poea, pjesma je napisana od kraja prema početku, potpuno programatski, a ipak vrhunskim umjetničkim majstorstvom. Krenuvši od dužine pjesme, teme, zatima motiva, odredio je refren kao glavnu stilsku figuru i odlučio se za "Nevermore" = "Nikad više". 